# تیر (کانزاس)
تیر (به انگلیسی: Thayer) شهری در ایالت کانزاس کشور ایالات متحده آمریکا است که جمعیت آن در سرشماری سال ۲۰۱۰ میلادی، ۴۹۷ نفر بوده‌است.